# Tessie (EP)
| Críticas profissionais | Críticas profissionais |
| Avaliações da crítica  | Avaliações da crítica  |
| Fonte                  | Avaliação              |
| ---------------------- | ---------------------- |
| Allmusic               | [ 1 ]                  |

Tessie é um EP da banda de punk rock Dropkick Murphys, lançado em 2004. Possui duas versões do hino oficial do Boston Red Sox, "Tessie". O videoclipe do hino está incluido em uma versão mais completa do EP.[carece de fontes?] Segundo o site da banda todos os rendimentos das vendas são doados para a Red Sox Foundation.

## Faixas
| N.º            | Título                   | Duração |  |
| 1.             | "Tessie"                 | 4:13    |  |
| 2.             | "Fields Of Athenry"      | 4:43    |  |
| 3.             | "The Nutrocker"          | 1:17    |  |
| 4.             | "The Burden (ao vivo)"   | 2:49    |  |
| 5.             | "Tessie (Versão antiga)" | 4:15    |  |
| Duração total: | Duração total:           | 17:17   |  |